# Stazione di Moccaro
Stazione di Moccaro vasútállomás Olaszországban, Avigliano település Moccaro frazionéjában.

## Vasútvonalak
Az állomást az alábbi vasútvonalak érintik:
- Altamura–Avigliano–Potenza-vasútvonal

## Kapcsolódó állomások
A vasútállomáshoz az alábbi állomások vannak a legközelebb:
- Stazione di Avigliano Città